# Entrecôtes du Milieu - Malvaux
Entrecôtes du Milieu - Malvaux este o arie protejată (sit de importanță comunitară — SCI) din Franța întinsă pe o suprafață de 1.992 ha, integral pe uscat.

## Localizare
Centrul sitului Entrecôtes du Milieu - Malvaux este situat la coordonatele 46°40′20″N 6°01′07″E / 46.67222°N 6.01861°E.

## Înființare
Situl Entrecôtes du Milieu - Malvaux a fost declarat arie specială de conservare în baza directivei 92/43 din 1992 referitoare la conservarea habitatelor naturale și a faunei și florei sălbatice pentru a proteja 1 specie de plante și 5 specii de animale.

## Biodiversitate
Situată în ecoregiunea continentală, aria protejată conține 21 de habitate naturale: Fânețe montane, Mlaștini alcaline, Pante stâncoase calcaroase cu vegetație casmofită, Păduri de fag din Europa Centrală dezvoltate pe sol calcaros cu Cephalanthero-Fagion, Păduri pe pante, grohotișuri și ravene de Tilio-Acerion, Păduri de fag Asperulo-Fagetum, Mlaștini împădurite, Mlaștini turboase de tranziție și turbării mișcătoare, Pajiști carstice calcaroase sau bazofile, de Alysso-Sedion albi, Turbării active, Liziere de ierburi înalte hidrofile de câmpie și de nivel montan până la alpin, Formațiuni ierboase bogate în specii de Nardus, dezvoltate pe substraturi silicioase în zone montane (și în zone submontane, în Europa continentală), Pajiști cu Molinia pe soluri calcaroase, turboase sau argilos-nămoloase (Molinion caeruleae), Mlaștini oligotrofe degradate, capabile încă de regenerare naturală, Grohotișuri calcaroase și de șisturi calcaroase de la nivelul montan până la nivelul alpin (Thlaspietea rotundifolii), Peșteri inaccesibile publicului, Păduri aluvionare cu Alnus glutinosa și Fraxinus excelsior (Alno-Padion, Alnion incanae, Salicion albae), Fânețe de joasă altitudine (Alopecurus pratensis, Sanguisorba officinalis), Păduri acidofile de Picea de la nivel montan la nivel alpin (Vaccinio-Piceetea), Pajiști uscate seminaturale și facies de acoperire cu tufișuri pe substraturi calcaroase (Festuco-Brometalia) (* situri importante pentru orhidee), Râuri de munte și vegetația erbacee de pe malurile acestora.
La baza desemnării sitului se află mai multe specii protejate:
- plante (1): Hamatocaulis vernicosus
- mamifere (1): râs eurasiatic (Lynx lynx)
- nevertebrate (3): Austropotamobius pallipes, fluturele auriu (Euphydryas aurinia), Lycaena helle
- pești (1): zglăvoacă (Cottus gobio)

Pe lângă speciile protejate, pe teritoriul sitului au mai fost identificate 14 specii de plante, 6 specii de păsări, 3 specii de mamifere, 5 specii de nevertebrate, 1 specie de reptile.